# Уброн, Димитри
Димитри Уброн (фр. Dimitri Houbron) — французский политик, бывший депутат Национального собрания Франции.

## Биография
Родился 12 февраля 1991 году в городе Рубе (департамент Нор). Получил диплом бакалавра, затем магистра права в Университете Артуа. В 2016 года начал работать помощником судьи в Дуэ.
Во время избирательной кампании 2012 года Димитри Уброн примкнул к молодежному крылу правящей тогда партии Союз за народное движение, но вскоре разочаровался в идеях партии из-за дрейфа вправо и неспособности слышать региональных активистов. В октябре 2016 года он вступил в движение "Вперед!" Эммануэля Макрона, став координатором этого движения в Дуэ.
На выборах в Национальное собрание в 2017 году Димитри Уброн был выдвинут движением Вперёд, Республика! кандидатом по 17-му избирательному округу департамента Нор и одержал победу. Стал членом Комиссии по законодательству Национального собрания. Он также являлся членом Комиссии по применению статьи 26 Конституции, отвечающей за рассмотрение ходатайств о временном отстранении от должности, задержании, лишении свободы или ограничении свободы или судебном преследовании депутатов. После забастовки тюремных надзирателей в январе 2018 года Комиссия по законодательству назначила его содокладчиком информационной миссии, посвященной режиму обысков в местах лишения свободы, отчет о которой он представил осенью 2018 года.
Он также являлся членом французской группы Межпарламентского союза и участником сборной по футболу Национального собрания.
На выборах в Национальное собрание в 2022 году Димитри Уброн вновь баллотировался от президентского большинства по 17-му округу департамента Нор, но уступил во втором туре кандидату от Национального объединения Тибо Франсуа, после чего объявил о завершении политической карьеры.

## Занимаемые выборные должности
с 21.06.2017 — 21.06.2022 — депутат Национального собрания Франции от 17-го избирательного округа департамента Нор 